# Slå katten ur tunnan
Slå katten ur tunnan är en lek sammanbunden med fastlagshelgens firande. Leken är vitt utspridd i Danmark under fastelavns-firandet och brukar även lekas i södra Sverige.
Sitt namn har leken fått av att man förr lät en levande katt vara i en tunna som sedan traktens unga män skulle slå sönder med hjälp av en käpp eller ett svärd medan de satt på en häst. Lyckades man slå sönder tunnan utsågs man till "kattakung" (kattekonge). Efteråt fick kungen utse en drottning bland de kvinnliga åskådarna. Grunden till att man använde en katt var att man förr trodde att byn kunde undslippa pesten om man dödade en katt. Katter kopplades samman med månen och de skulle därför offras för att få ljusare tider. I Frankrike kastade man till exempel in en katt i midsommarbålet, medan man i Tyskland gjorde detsamma när man brände påskbål. Traditionen att slå sönder tunnor kommer från gamla dödsritualer, där man slog sönder krukor för att förhindra att de döda skulle gå igen.
Senare byttes dock innehållet i tunnan ut mot en flaska punsch, frukt eller godis. Det sägs att det var en dansk pastor vid namn Holm som på 1830-talet fick folk att inse att detta användandet av katter var djurplågeri. Nu för tiden firas traditionen av barn, där både flickor och pojkar deltar. Barnen klär ut sig i olika maskeradutstyrslar och försöker slå sönder en tunna med godis (jämför piñata), oftast med en påmålad katt utanpå. Även om lekens största utbredning är i Danmark firas den på sina platser även i Sverige, oftast vid museer där man firar olika helger med traditionella lekar, till exempel på Skansen i Stockholm vid valborg och på Fredriksdals friluftsmuseum i Helsingborg vid fastlagshelgen.